# Szennyai Mária
Szennyai Mária (Cserszegtomaj, 1950. március 8. – ) magyar színésznő.

## Életpályája
1968-ban érettségizett a keszthelyi Vajda János Gimnáziumban.1973-ban kezdte pályáját a szolnoki Szigligeti Színházban. 1978-tól a kecskeméti Katona József Színház tagja lett. 1982–1988 között a debreceni Csokonai Színház, majd a budapesti Nemzeti Színház, 1990–1991 között a Népszínház illetve a Budapesti Kamaraszínház tagja volt. A Ruttkai Éva Színház, az Evangélium Színház és a Kolibri Színház előadásaiban szerepelt. 2011 elején a Pécsi Nemzeti Színház igazgatói állására meghirdetett pályázaton a folyamodók egyike volt. 2012-ben pedig a Nemzeti Színház igazgatói posztjára pályázott Hidvégi Miklós, Alföldi Róbert és Vidnyánszky Attila mellett. Független képviselőjelöltként indult a 2014-es III. kerületi önkormányzati választáson.

## Színházi szerepei
A Színházi adattárban regisztrált bemutatóinak száma: 38; ugyanitt négy színházi felvételen is látható.
Szennyai Mária eddigi szerepei a teljesség igénye nélkül:
| - Alekszandr Vampilov: Búcsúzás júniusban (komszomol titkár) Kecskemét, Katona József - Arthur Miller: Az ügynök halála (Miss Forsythe) Debrecen, Csokonai - Bertolt Brecht: Arturo Ui (Egy asszony) Szolnok, Szigligeti - Békés András: Segítség ember (Sün) - Békés József: Kardhercegnő (Bukszi Milia) Budapest, Népszínház - Borisz Vasziljev: Csendesek a hajnalok (Kirjanova) Debrecen, Csokonai - Bornemisza Péter: Magyar Elektra (Chrysothemis) - L. Frank Baum: Óz a nagy varázsló /Nyugati Boszorkány-szomszédasszony-szerepkettőzés/ Szolnok, Szigligeti - Bródy Sándor: A tanítónő (Hray Ida) Kecskemét, Katona József - Carlo Collodi: Pinokkio: (Nyuszt), Szolnok, Szigligeti Színház - Déry Tibor: Képzelt riport (Juana) - Petrovics Emil: Lüszisztraté (hírnöknő) Szolnok, Szigligeti - Eugène Labiche: Florentin kalap (Virginie) Kecskemét, Katona József - Fejes Endre: Angyalarcú (Bronzhajú) Kecskemét, Katona Józesf - Fjodor Mihajlovics Dosztojevszkij: Félkegyelmű (Varja) Kecskemét, Katona József - Georges Feydeau: Osztrigás Mici (Sauvarelné) Kecskemét, Katona József - Görgey Gábor: Handabasa (Vilma)Gogol: Revizor, (Lakatosné) Szolnok, Szigligeti - Henrik Ibsen: Peer Gynt (Kari asszony) Budapest, Duna Színház - Hunyady Sándor: Feketeszárú cseresznye (Danica) Kecskemét, Katona József - Jean Anouilh: Becket, avagy az Isten becsülete (Francia Lány) Kecskemét, Katona József - Joseph Kesserling: Arzén és levendula: Helén - Jean-Paul Sartre: Trójai nők (Heléna) Debrecen, Csokonai - John Arden: Gyöngyélet (Nárcisz) Debrecen, Csokonai - Karinthy Frigyes: Ősbemutató (Cserháti Kriszta) - Karel Čapek: Végzetes szerelem játéka (Isabella) Debrecen, Csokonai - Katona József: Ziska vagyis a husziták első pártütése Csehországban (Ziska húga) Kecskemét, Katona József - Kisfaludy Károly: Liliomfi (Erzsike) | - Kovách Aladár: Téli zsoltár, (Kat) - Max Frisch: Ha egyszer Hotz úr... (Clarissa) - Makszim Gorkij: Éjjeli menedékhely (Anna) - Makszim Gorkij: A nap gyermekei (Mása) Szolnok, Szigligeti - Maeterrlink: Kék madár Szolnok, Szigligeti Színház - Molnár Ferenc: Egy, kettő, három (titkárnő) Debrecen, Csokonai - Nyikolaj Vasziljevics Gogol: Revizor (lakatosné)Szolnok, Szigligeti - Molière: Dandin György (Kata) Kecskemét, Tanya Színház - Remenyik Zsigmond: A vén Európa Hotel (Aguita Aranibar) Debrecen, Csokonai - Solti Gábor: Hamupipőke (Gazdagné) - Schwajda György: Egércirkusz (Szundi - szerepkettőzés)Szolnok, Szigligeti - Schwajda György: Segítség (Pirike) Debrecen, Csokonai - Szabó Magda: Macskák szerdája (Ágnes) Debrecen, Csokonai - Tamási Áron: Ördögölő Józsiás (Boricza) Debrecen, Csokonai - Tamási Áron: Énekes Madár (Regina, vén leány) Budapest, Evangélium Színház - Tennessee Williams: Amíg összeszoknak (Louise) Szolnok, Szigligeti - Hans Christian Andersen: A kis gyufaáruslány (Anya-szerepkettőzés) Budapest, Ruttkai - Tolnai Ottó: Végeladás (Fiatalasszony) Kecskemét, Katona József - Vörösmarty Mihály: Csongor és Tünde (Éj) - William Shakespeare: Athéni Timon (Timandra) Szolnok, Szigligeti - William Shakespeare: Tévedések vígjátéka (Kurtizán) Debrecen, Csokonai - Gabbe, Tamara: Jean, a verhetetlen (Anne-Marie) Kecskemét, Katona József - Friedrich Dürrenmatt: Az öreg hölgy látogatása (Luise asszony) Szolnok, Szigligeti - García Lorca, Federico: Bernarda Alba háza (....) Szolnok, Szigligeti - Charles De Coster (Gorin, Grigorij): Thyl Ulenspiegel (...) Szolnok, Szigligeti - García Lorca, Federico: Yerma (...) Szolnok, Szigligeti |

## Filmjei
- Szomszédok (1996)
- Családi titkok[11]
- Doktor Balaton (2022)
- A mi kis falunk (2022)

## Monodráma
- Krasznai Emese: Mosolyt azt arcomon

## Szinkronszerepek
- Az éjszaka és a város (1992)
- Az örökség, avagy guten tag faszikáim (1993)
- Dina vagyok (2002)

## Önálló estek
- Petőfi: ....Miért zárjátok el az utamat? Kolibri pince[12]

## Interjúk
- ATV, 2003. 49’ DVD.
- Szerelmem, Színház, beszélgető show a Rátkai Márton Klubban[13]
- Az én mozim
- Jogi esetek

## Rendezések
- Milne: Micimackó
- Békés András: Segítség, ember!
- Vörösmarty Mihály: Csongor és Tünde
- Víg Színház: Szilvia
- Film: stewart: The Passion